# Futuro Fluxo
Futuro Fluxo é o terceiro álbum de estúdio do cantor e drag queen brasileiro Gloria Groove, lançado em 9 de novembro de 2023, através da gravadora SB Music. O álbum foi precedido pelos singles "Proibidona", "Bruxaria 3000" e "Modo Xuxa".

## Lista de faixas
| Futuro Fluxo — Edição padrão |                                                                                    | |                               |         |  |
| N.º                          | Título                                                                             | Compositor(es)                                                                                        | Produtor(es)                  | Duração |  |
| 1.                           | "Planeta Ousadia"                                                                  | Daniel Garcia Multi Pablo Bispo TAP Sounds                                                            | Bispo Ruxell Multi TAP Sounds | 2:32    |  |
| 2.                           | "Futuro Fluxo" (com DJ Tonias)                                                     | DJ Tonias Garcia                                                                                      | Bispo Ruxell DJ Tonias        | 0:40    |  |
| 3.                           | "Ao Som do Tuim" (com DJ GBR e MC Rick)                                            | DJ GBR Garcia MC Rick Multi Bispo Ruxell TAP Sounds                                                   | Bispo Ruxell Multi TAP Sounds | 3:03    |  |
| 4.                           | "Beat Megatrônico" (com MC GW e Ruxell)                                            | Garcia MC GW Bispo Ruxell Multi TAP Sounds                                                            | Bispo Ruxell Multi TAP Sounds | 1:59    |  |
| 5.                           | "Barulhada"                                                                        | MC GW Bispo Ruxell Multi TAP Sounds                                                                   | Bispo Ruxell Multi TAP Sounds | 2:36    |  |
| 6.                           | "Aquecimento Silvetty" (com Silvetty Montilla e Ruxell)                            | Garcia Bispo Ruxell Sílvio Cássio Bernardo                                                            | Bispo Ruxell                  | 1:28    |  |
| 7.                           | "Bruxaria 3000" (com MC Alleff e Yure IDD, part. Pabllo Vittar)                    | Arthur Marques Garcia Maffalda Rodrigo Gorky Bispo Ruxell Tap Sounds DJ Yure IDD DJ Alleff Multi Zebu | Bispo Ruxell Multi TAP Sounds | 2:54    |  |
| 8.                           | "Da Braba" (com Ludmilla e MC GW)                                                  | Garcia Ludmila Oliveira MC GW Bispo Ruxell Multi TAP Sounds                                           | Bispo Ruxell Multi TAP Sounds | 2:45    |  |
| 9.                           | "Entra na Nave" (com MC Alleff e MC Jhenny)                                        | Garcia Bispo Ruxell Multi TAP Sounds Multi MC Alleff MC Jhenny                                        | Bispo Ruxell Multi TAP Sounds | 1:23    |  |
| 10.                          | "Proibidona" (com Anitta e Valesca Popozuda)                                       | Garcia Bispo Ruxell TAP Sounds                                                                        | Bispo Ruxell TAP Sounds       | 2:35    |  |
| 11.                          | "Raio Laser" (com Thiago Pantaleão)                                                | Garcia Bispo Ruxell Multi TAP Sounds                                                                  | Bispo Ruxell Multi TAP Sounds | 3:02    |  |
| 12.                          | "Modo Xuxa" (Faixa Bônus)                                                          | Garcia Matheus Santos Bispo Ruxell                                                                    | Bispo Ruxell TAP Sounds       | 2:26    |  |
| 13.                          | "Proibidona (SSA Remix)" (com Oh Polêmico, Rafinha RSQ, Anitta e Valesca Popozuda) | Bispo Ruxell Multi TAP Sounds                                                                         | Bispo Ruxell Multi TAP Sounds | 2:37    |  |
| Duração total:               | Duração total:                                                                     | Duração total:                                                                                        | Duração total:                | 30:07   |  |